# Carpinone
Carpinone è un comune italiano di 1 018 abitanti della provincia di Isernia nel Molise.

## Origini del nome
Il nome deriverebbe dal fiume Carpino che costeggia il centro, oppure dalla pianta di carpino.

## Storia

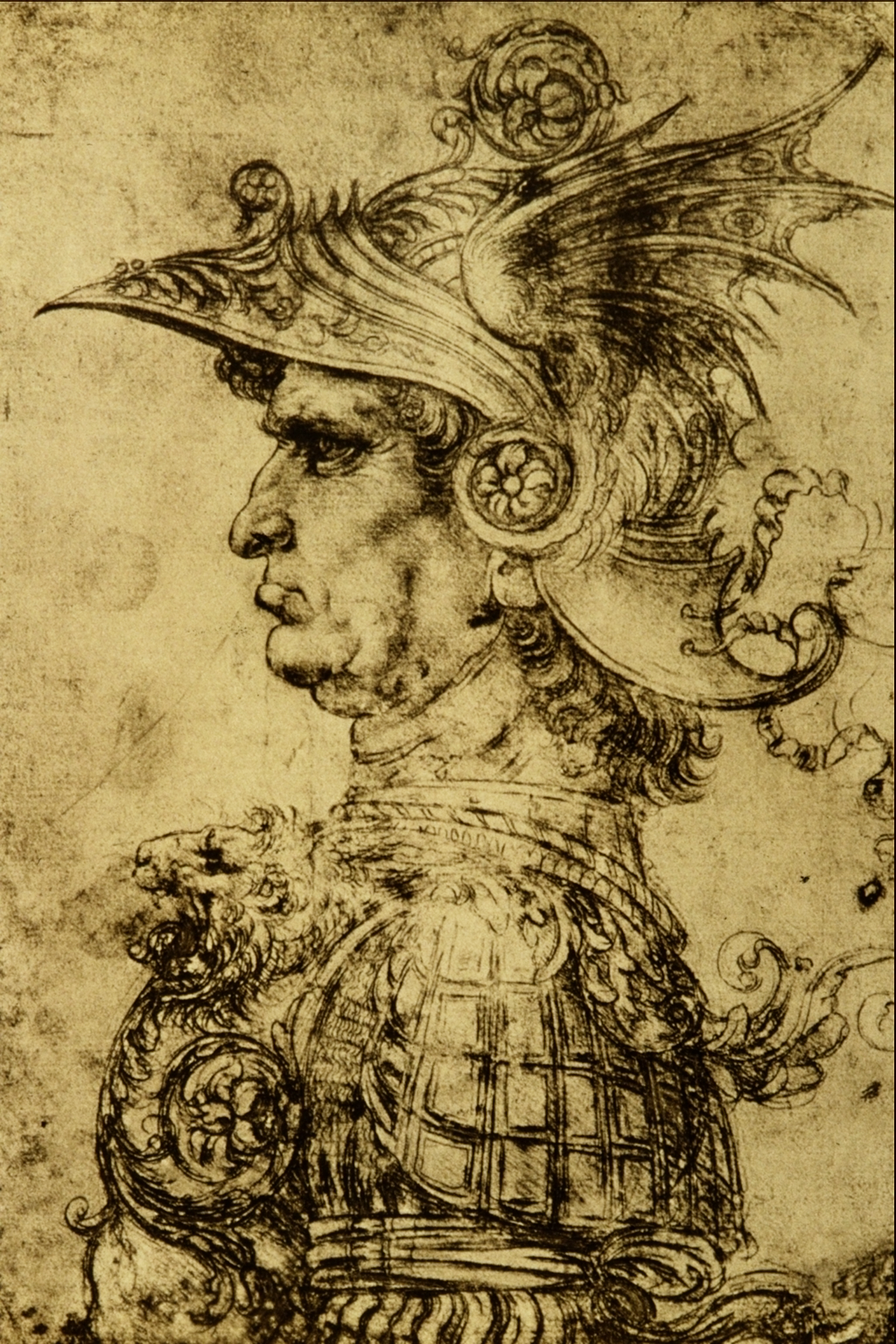
Jacopo Caldora ritratto da Leonardo da Vinci

Il centro fu fondato nell'VIII secolo dai Longobardi e incluso nel ducato di Bojano. Secondo un documento dell'abbazia di San Vincenzo al Volturno, tuttavia, la fondazione sarebbe del 982, castello stante sotto il potere dell'abate Giovanni di San Vincenzo. Tra i primi signori al governo ci fu Tommaso d'Evoli, signore di Castelpizzuto, Monteroduni e Roccamandolfi. Dopo vicende di lotta di possesso tra le famiglie, Carpinone fu ceduto alla famiglia Caldora nel XV secolo, che fortificò il castello.
I successivi signori furono i membri della famiglia Pandone, Francesco e Pandolfo, e in seguito le famiglie Ceva Grimaldi e i De Riso. Nel 1807 il paese entrò nel distretto di Isernia, sotto la giurisdizione di Castelpetroso. Dal 1861 fece parte della, provincia di Campobasso e dal 1970 di quella di Isernia.

### Simboli
Lo stemma e il gonfalone del comune di Carpinone sono stati concessi con decreto del presidente della Repubblica n. 4153 del 2 settembre 1988. È raffigurato, su sfondo oro, un uccello posato su un ramo fiorito, posto in palo e nascente dalla punta.   
Il gonfalone è un drappo partito di giallo e di verde.

## Monumenti e luoghi d'interesse
Il centro è provvisto di una doppia fortificazione muraria di diverse epoche, aventi un perimetro a forma di U, che si adatta alla conformazione della roccia sopra cui sorge il borgo stesso; la parte nord della roccia risulta inaccessibile, da cui questa disposizione a doppio braccio delle case. La prima cinta è posta a difesa del castello Caldora, e di un gruppo di case della cosiddetta "cittadella". La seconda ingloba una zona che si trova al confine con l'abitato moderno dell'Ottocento. Tra queste due cinte murarie si sviluppa il borgo carpinonese, le stradine sono in pietra, le case rivestite di lisce, i vicoli conservano l'antico aspetto medievale.

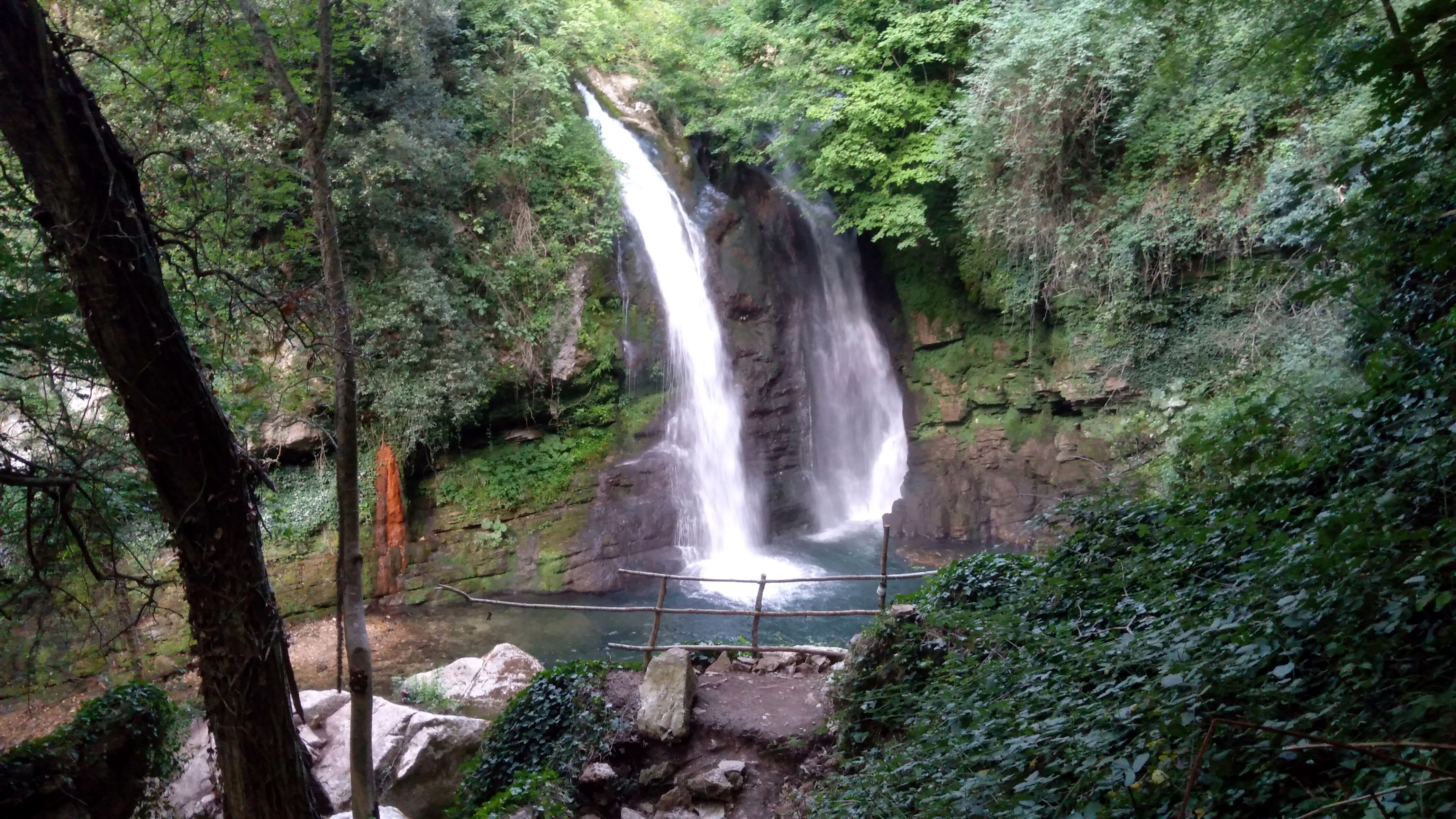
Cascata di Carpinone

Nei pressi del centro storico sono situate le cascate di Carpinone, raggiungibili e visitabili a piedi, una più grande e parzialmente artificiale (a causa di una diga per una centrale idroelettrica vicina) e una più piccola e naturale, derivante dall'unione dei fiumi Carpino e Tura.

### Architetture religiose

#### Chiesa madre di Santa Maria Assunta
Fu eretta nel XVI secolo sopra un'antica cappella dedicata all'Arcangelo Michele; ebbe un restauro nel 1725 e poi dopo il sisma del 1805, sicché fu ricostruita in stile neoclassico. Ha pianta a tre navate, alta 10 metri, con abside semicircolare e transetto rialzato, raccordato a padiglione. Il campanile risale al 1725.

#### Chiesa di Santa Maria di Loreto
Fu eretta nel 1610 da Biagio Martella, presso un'antica chiesa del 1356. Si narra che la Madonna gli apparve in sogno e gli indicò il luogo sopra cui edificare la nuova chiesa. Essa è a navata unica, in fondo vi è l'altare maggiore con la scultura della Vergine. Ai lati ci sono due cappelle, della Sacra Famiglia e di San Leonardo: il soffitto della volta è in legno intagliato e dorato, con accenni di azzurro turchese. Il campanile è a torretta.

### Architetture civili

#### Castello Caldora
Il castello fu eretto nell'XI secolo, a forma di pentagono irregolare, delimitato da 5 torri, sopra il burrone che dà sul fiume Carpino. Nel 1223 per volere di Federico II di Svevia il castello fu distrutto da Ruggero da Pescolanciano e ricostruito poi nel XIV secolo dalla famiglia d'Evoli. Nel primo ventennio del XV secolo fu abitato da Jacopo Caldora e poi dal figlio Antonio, che vi stabilì la propria residenza, sino alla guerra contro Alfonso V d'Aragona e suo figlio Ferrante, che gli confiscarono i feudi in Abruzzo e Molise. Nel 1442 Antonio perse gran parte dei suoi domini nella battaglia di Sessano e il castello di Carpinone finì in mano ad altri feudatari, tra cui i Pandone, i Carafa, i De Regina, i Grimaldi e i De Riso. Nel 1954 il notaio Valente, uno degli ultimi proprietari, fece ricostruire il piano nobile, adattandolo alle esigenze abitative dei suoi tempi. L'entrata al castello era difesa in passato dal ponte levatoio e da una porta che dava sul cortile, tirata da catene. Al suo interno si trovano il cortile centrale del piano terra, le stanze delle scuderie, i magazzini e gli alloggi della servitù. Il piano nobile era costituito da ambienti di rappresentanza, resi confortevoli già all'epoca di Jacopo ed Antonio Caldora, al fine di accogliere gli emissari e i sovrani; vi era anche una cappella gentilizia. Il castello oggi è alquanto modificato, soprattutto negli esterni, a causa dei rifacimenti dopo i terremoti del 1456 e del 1805; le torri si presentano ancora intatte, benché intonacate.

## Società

### Evoluzione demografica
Abitanti censiti

## Infrastrutture e trasporti

### Ferrovie

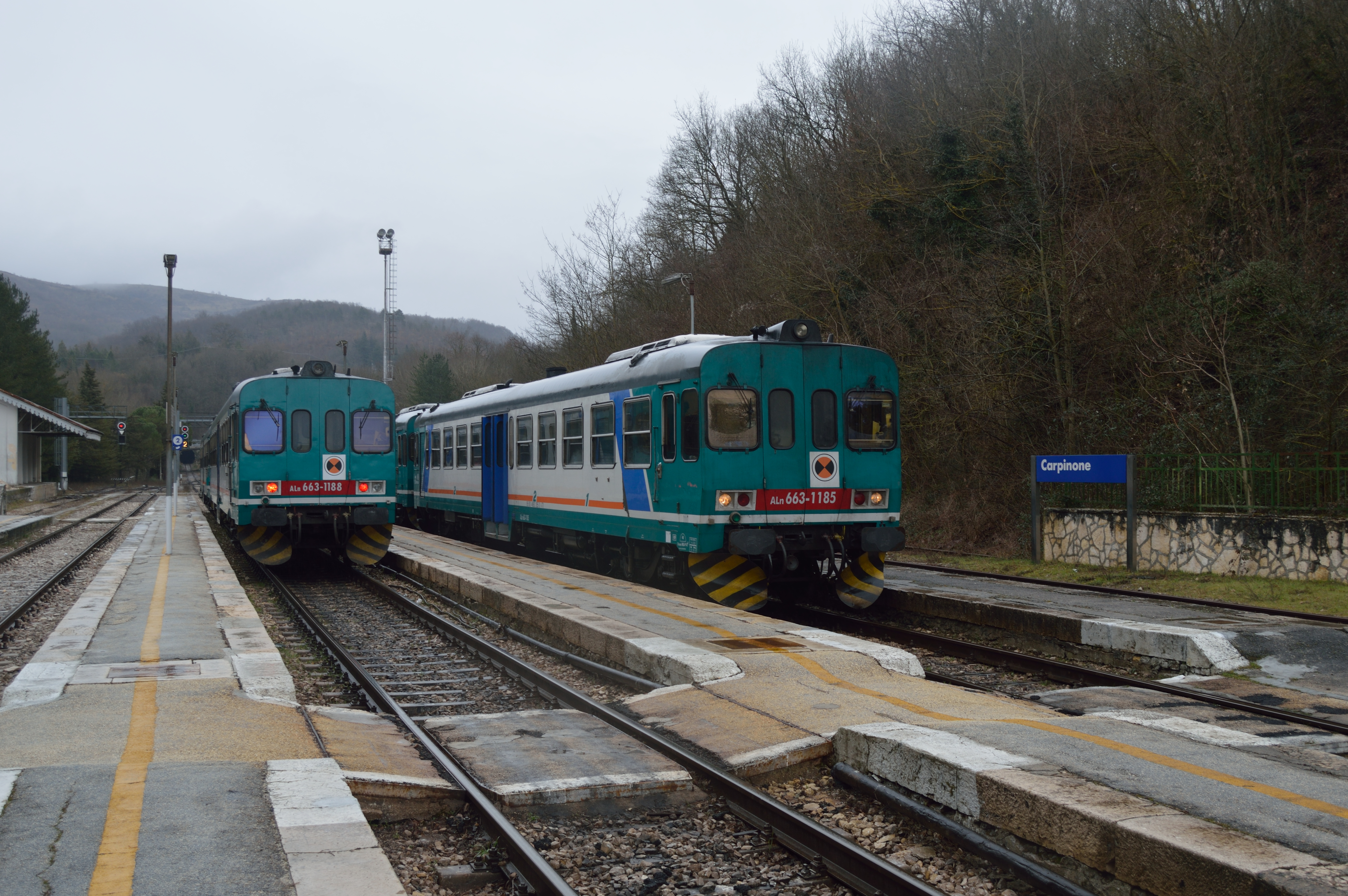
Uno scorcio del piazzale ferroviario della stazione di Carpinone

Carpinone ha una propria stazione ferroviaria, diramazione delle linee Isernia-Campobasso e Sulmona-Isernia. Il fabbricato viaggiatori della stazione è anche sede del municipio.

## Amministrazione
Di seguito è presentata una tabella relativa alle amministrazioni che si sono succedute in questo comune.
| Periodo         | Periodo         | Primo cittadino     | Partito                          | Carica      | Note  |
| --------------- | --------------- | ------------------- | -------------------------------- | ----------- | ----- |
| 12 giugno 1985  | 14 giugno 1999  | Enio Monaco         | Democrazia Cristiana             | Sindaco     | [ 9 ] |
| 14 giugno 1999  | 14 giugno 2004  | Giovanni Martinelli | Lista civica                     | Sindaco     | [ 9 ] |
| 14 giugno 2004  | 2 novembre 2005 | Pasquale Sarao      | Lista civica                     | Sindaco     | [ 9 ] |
| 2 novembre 2005 | 30 maggio 2006  | Leonardo Bianco     |                                  | Comm. pref. | [ 9 ] |
| 30 maggio 2006  | 5 giugno 2016   | Pasquale Sarao      | Lista civica Uniti per Carpinone | Sindaco     | [ 9 ] |
| 6 giugno 2016   | in carica       | Pasquale Colitti    | Lista civica                     | Sindaco     | [ 9 ] |

## Sport

### Calcio
La principale squadra di calcio della città è l'A.S.D. Carpinone 1981 Calcio che milita nel girone A molisano di 1ª Categoria. È nata nel 1981.